# 日刊富良野
日刊富良野（にっかんふらの）、社名：日刊富良野新聞社は、北海道富良野市で発行されていた地方新聞。日本新聞協会には非加盟。日刊と冠しているが、発行は火曜、木曜、土曜の週3回。親会社は同じ社屋内にある協和印刷商事。

## 本社・支社
- 本社
  - 北海道富良野市幸町2番15号[1]